# Tough Trucks: Modified Monsters
Tough Trucks: Modified Monsters — компьютерная игра в жанре гонки на выживание, разработанная компанией  Bugbear Entertainment и выпущенная в 2003 году. 

## Игровой процесс
Всего в игре шесть автомобилей-монстров, которые различаются по скорости, ускорению и прочности, с возможностью улучшения (двигатель, коробка передач, подвеска, шины, кузов), починки между гонками и изменения внешнего вида (покрасить или нанести наклейки на любые части кузова). Одна машина даётся на всю игру.
В игре один режим в виде чемпионата. По мере прохождения можно кататься на любых его 16-ти трассах, кроме специальных. Любую трассу можно переиграть, кроме специальной, так как за выигрыш спецтрассы дают секретную запчасть и пополняют запас нитро.
В гонке участвуют 4 машины.
Реализована система повреждений: стёкла бьются, кузов мнётся, запчасти отлетают.